# Heavy Fire
Heavy Fire è il terzo album in studio del gruppo hard rock statunitense Black Star Riders, pubblicato il 3 febbraio 2017 dalla Nuclear Blast.

## Tracce
1. Heavy Fire – 4:28
2. When the Night Comes In – 3:16
3. Dancing with the Wrong Girl – 3:22
4. Who Rides the Tiger – 4:21
5. Cold War Love – 4:06
6. Testify or Say Goodbye – 4:18
7. Thinking About You Could Get Me Killed – 3:39
8. True Blue Kid – 4:18
9. Ticket to Rise – 4:39
10. Letting Go of Me – 3:45
11. Fade (Bonus track) – 4:23

## Formazione

### Gruppo
- Ricky Warwick – voce, chitarra
- Scott Gorham – chitarra
- Damon Johnson – chitarra
- Robbie Crane – basso
- Jimmy DeGrasso – batteria, percussioni

### Altri musicisti
- Wendy Moten, Gale Mayes, Drea Rhenee – cori